# NGC 3166
NGC 3166 este o galaxie lenticulară situată în constelația Sextantul. A fost descoperită în 19 decembrie 1783 de către William Herschel. Se află la o distanță de 20,9 de megaparseci de Pământ.